# Homokjárófélék
A homokjárófélék (Thinocoridae) a madarak osztályának a lilealakúak (Charadriiformes) rendjébe tartozó család.

## Rendszerezés
A család az alábbi 2 nem és 4 faj tartozik:
- Attagis (I. Geoffroy Saint-Hilaire & Lesson, 1831) – 2 faj 
  - vörhenyeshasú homokjáró (Attagis gayi)
  - fehérhasú homokjáró (Attagis malouinus)

- Thinocorus (Eschscholtz, 1829) – 2 faj 
  - szürkebegyű homokjáró (Thinocorus orbignyianus)
  - patagóniai homokjáró vagy törpe homokjáró (Thinocorus rumicivorus)